# Heterotropus israeliensis
Heterotropus israeliensis är en tvåvingeart som beskrevs av Zaitzev 2001. Heterotropus israeliensis ingår i släktet Heterotropus och familjen svävflugor.
Artens utbredningsområde är Israel. Inga underarter finns listade i Catalogue of Life.